# روت بنریتو
روت بنریتو (انگلیسی: Ruth R. Benerito; ۱۲ ژانویهٔ ۱۹۱۶ – ۵ اکتبر ۲۰۱۳) شیمیدان و مخترع آمریکایی بود که به خاطر کارهایش در زمینه صنعت نساجی از جمله توسعه پارچه‌های نخی قابل شستشو و پوشیدنی شناخته می‌شد. او ۵۵ اختراع ثبت کرد.

## جوایز
- ۱۹۶۴ جایزه خدمات برجسته USDA
- جایزه زن فدرال ۱۹۶۸
- جایزه شیمیدان جنوبی ۱۹۶۸
- ۱۹۷۰ مدال گاروان
- جایزه منطقه ای جنوب غربی ۱۹۷۱ انجمن شیمیایی
- ۱۹۸۱ درجه افتخاری، دانشگاه تولان
- ۱۹۸۴ زن موفقیت در نمایشگاه جهانی
- ۲۰۰۲ جایزه Lemelson-MIT
- سال ۲۰۰۸ سالن مشاهیر ملی مخترعین [۲]